# Y20
Y20 (även benämnd som P3) är en teknikplattform för personbilar i CD-storlek som används av Volvo Personvagnar. Plattformen har sin grund i en gemensam plattform med Land Rover, Mazda och Ford Europa vid namn EuCD.
Bokstäverna "CD" i EuCD syftar på storleken på bilarna för vilka plattformen är avsedd, i detta fall mellan C- och D-storlek. C-storlek är bilar i klass med Ford Focus medan D-storlek är något större än Volvo S80. EuCD-plattformen är alltså tänkt för bilar som ryms ovanför C-plattformen och under en tänkt större D-plattform.

## Volvo
En bil i storlek som Volvo V50 kan antingen byggas som stor bil på en C-plattform eller som liten bil på en CD-plattform. En stor bil som Volvo XC90 är på gränsen till för stor för kunna byggas på en CD-plattform och skulle behöva en renodlad D-plattform liknande den som Volvo P2 var (också kallad Ford D3).[källa behövs]

Y20-plattformen ersätter för Volvos del den gamla P2-plattformen som använts till:
- Volvo S60 (2000-2009) med projektnamn P24
- Volvo S80 (1998-2006) med projektnamn P23
- Volvo V70 (2000-2007) med projektnamn P26
- Volvo XC70 (2000-2007) med projektnamn P26L
- Volvo XC90 (2002-2016) med projektnamn P28

## Volvomodeller 2010
- Volvo S60 (2010-2018)
- Volvo S80 (2006-2016)
- Volvo S80L (2009-2016)
- Volvo V70 (2007-2016)
- Volvo XC60 (2008-2017)
- Volvo XC70 (2007-2016)
- Volvo V60 (2010-2018)

S80, V60, V70 och XC70 byggdes enbart i Volvos fabrik i Torslanda, Sverige Torslandaverken och XC60 och S60 byggdes i Volvos fabrik i Gent, Belgien.
S80L är en förlängd version av S80 utvecklad för den kinesiska marknaden. Den tillverkdes också i den Ford-fabrik i Kina där Volvo sedan tidigare tillverkar Volvo S40 för den lokala marknaden.